# Rheingau-Taunus (huyện)
Rheingau-Taunus là một huyện phía tây của Hessen, Đức. Các huyện giáp ranh là Limburg-Weilburg, Hochtaunuskreis, Main-Taunus, Wiesbaden, Mainz-Bingen, Rhein-Lahn.
Huyện được lập năm 1977 thông qua việc sáp nhập the Rheingau và Untertaunus.
Huyện này nằm ở khu vực phía tây núi Taunus. Sông Rhine tạo thành biên giới phía nam của huyện.

## Thị xã và đô thị
| Thị xã | Đô thị |
| --- | --- |
| 1. Bad Schwalbach 2. Eltville 3. Geisenheim 4. Idstein 5. Lorch 6. Oestrich-Winkel 7. Rüdesheim 8. Taunusstein | 1. Aarbergen 2. Heidenrod 3. Hohenstein 4. Hünstetten 5. Kiedrich 6. Niedernhausen 7. Schlangenbad 8. Waldems 9. Walluf |